# Emilio Ochoa
Emilio "Millo" Ochoa y Ochoa (Holguín, 4 de julio de 1907-Miami, Estados Unidos, 27 de junio de 2007) fue un político cubano.

## Biografía
Nació el 4 de julio de 1907 en Holguín, Cuba, en el seno de una familia humilde. Desde pequeño compaginó su trabajo como despalillador de tabaco y los estudios. Terminó su bachillerato en la Ciudad de Santiago de Cuba y en 1937 culminó la carrera de Estomatología, graduándose en la universidad santiaguera. 
Participó en las luchas estudiantiles contra el régimen de Gerardo Machado, que le servirían de introducción a su actividad política. Ya en 1939 fue elegido a la asamblea constituyente representando al Partido Auténtico, del que fue uno de sus fundadores. 
Fue senador de la república entre 1940 y 1948. Fue arrestado 32 veces en la Cuba de la época por sus convicciones políticas. Siendo uno de los fundadores del Partido Ortodoxo, tras el suicidio de Eduardo Chibás en 1951, asume la dirección del partido. 
En 1960 defecta de Cuba después de declarar su oposición a la Revolución cubana. Sin embargo, regresa un año después, creyendo que la Invasión de Bahía de Cochinos permitiría la restauración de la Constitución cubana de 1940. 
Años después, retoma el camino del exilio, primeramente hacia Venezuela y luego hacia los Estados Unidos, donde se instala definitivamente. En el exilio tuvo que ejercer diferentes ocupaciones: taxista, mensajero, profesor de español.
Durante toda su vida siempre mantuvo la misma actitud política con respecto a Cuba. Creía firmemente en la restauración de la Constitución cubana de 1940, con necesarias enmiendas. Falleció el 27 de junio de 2007 en la ciudad de Miami. Con su muerte desapareció el último de los 81 asambleístas que redactaron la Constitución del 40 en Cuba.
En 1933, se casó con Domitila Núñez (fallecida en 1969) y tuvieron dos hijos, Pura América y Carlos Emilio Ochoa Núñez (fallecido en 1996). En 1986, se casó con Martha Herrera.
Ochoa murió de un paro cardíaco en su casa de Miami el 27 de junio de 2007, una semana antes de cumplir 100 años.  Está enterrado en Flagler Memorial Park.